# Smolyan (huyện)
Smolyan là một đô thị thuộc tỉnh Smolyan, Bungaria. Dân số thời điểm năm 2001 là 47231 người.